# 박찬양
박찬양(1989년 11월 22일 ~ )은 대한민국의 뮤지컬 배우다. 2005년 악극 '유정천리'로 데뷔했다.

## 방송
- 은밀하게 위대하게 (2017)
- 어느 가문의 선택 (2017)
- 돈이면 다냐 (2019)
- 더블 캐스팅 (2020) - Top71
- 우리집 유치원 (2020)
- 디딤돌 (2022)
- 딩동댕 유치원 (2023-2024) - 폴짝샘

## 공연
- 유정천리 (2005)
- 한설에 핀 매화 (2016)
- 영웅을 기다리며 (2016)
- 라이어 1탄 (2016)
- 정글북 (2017)
- 세계 문명 탐험대 (2018)
- 마틸다 (2018)
- 뮤지컬 '길' (2019)
- 여명의 눈동자 (2019)
- 궁예 : 잠룡등천(潛龍騰天) (2020)
- 영미의 장난 (2021)
- 기억을 걷다 (2021)
- 인간의 법정 (2022)
- 모여라 트니프렌즈! : 트니트니 탐험대 (2022)
- 반짝반짝 별이 된 모차르트 (2022)
- 마틸다 (2022)
- 만복이네 떡집 (2023)
- 렌트 (2023)
- 내 친구 워렌버핏 (2024)

## CF
- 한국방송통신대학교 프라임칼리지 (2015)
- 도밍고 스페인 꿀홍차

## 수상
- 제12회 포네클래식 전국 학생 콩쿠르 대학원부 2등 뮤지컬부문 (2014)
- 제3회 한국뮤지컬어워즈 앙상블상 (2019)